# Эбюззия, Джемре
Джемре́ Эбюззия́ (тур. Cemre Ebüzziya; род. 27 октября 1989, Стамбул) — турецкая актриса

 кино и телевидения.

## Биография и карьера
Джемре Эбюззия родилась 27 октября 1989 года в Стамбуле (Турция) в семье актёра и бизнесмена Мендереса Утку. Она внучка режиссёра, сценариста и продюсера Умита Утку (1929—2016) и политика Зияда Эбюззии (1911—1994), племянница скульптора и дизайнера Алева Эбюззии и актрисы Нильгюн Утку. Эбюззия окончила частную стамбульскую школу Пьера Лоти и консерваторию Школы искусств Северной Каролины.
В 2009 году Эбюззия дебютировала в кино, сыграв роль Натали в короткометражном фильме «Сигнал». В 2019 году она сыграла роли Рейхан в фильме «Сёстры» и Нихаль в фильме «Хронология», за которые получила премии Международного стамбульского кинофестиваля (2019), фестиваля женского кино «Летающая метла» (2020) и Ассоциации кинописателей (2020).

## Фильмография
| Год       |     | Русское название                  | Оригинальное название      | Роль                                                             |
| --------- | --- | --------------------------------- | -------------------------- | ---------------------------------------------------------------- |
| 2009      | кор | Сигнал                            | Signal                     | Натали                                                           |
| 2012—2013 | с   | Великолепный век                  | Muhteşem Yüzyıl            | Элена-хатун                                                      |
| 2013      | с   | Галип Дервиш                      | Galip Derviş               | Ипек Кутай                                                       |
| 2015      | ф   | Тошнота                           | Bulantı                    | Озге                                                             |
| 2015      | ф   | Свадебный танец                   | Kasap Havası               |                                                                  |
| 2015      | с   | Стамбульские убийства             | Mordkommission Istanbul    | Лейла                                                            |
| 2016      | ф   | Облегающее платье                 | Dar Elbise                 | Киллик                                                           |
| 2016      | кор | Выйти за водой                    | Going Out to Get Water     |                                                                  |
| 2017      | ф   | Полночь по турецкому времени      | Geceyarisi, Türkiye Zamanı | роль в сегменте «Я пойду за водой, кто-нибудь что-нибудь хочет?» |
| 2017      | ф   | Красный Стамбул                   | İstanbul Kırmızısı         | Султан                                                           |
| 2018      | с   | Я — Барту                         | Bartu Ben                  | Серап                                                            |
| 2019      | ф   | Сёстры                            | Kız Kardeşler              | Рейхан                                                           |
| 2019      | ф   | Хронология                        | Kronoloji                  | Нихаль                                                           |
| 2019      | ф   | Чёрнокомедийные фильмы: 2 в одном | Karakomik Filmler: 2 Arada | Сонгюль                                                          |
| 2021      | с   | Некоторые интересные события      | İlginç Bazı Olaylar        | Букет                                                            |
| 2023      | ф   | Персидская версия                 | The Persian Version        | доктор Анахита                                                   |
| 2023      | с   | Магарсус                          | Magarsus                   | Джессика                                                         |
| 2023      | с   | Если сильно полюбишь              | Ya Çok Seversen            | Биге                                                             |